# Cazorla
Cazorla – gmina w Hiszpanii, w prowincji Jaén, w Andaluzji, o powierzchni 305,4 km². W 2011 roku gmina liczyła 7984 mieszkańców.